# Casa de Fierro
La Maison de Fer (« Casa de Fierro » en espagnol), populairement appelée Maison Eiffel, est une maison préfabriquée de fer, localisée en centre de la ville péruvienne de Iquitos. Elle a été érigée en 1890 pendant la fièvre du caoutchouc et constitue l'une des icônes culturelles de la ville. Elle est située entre les avenues Próspero et Putumayo.
Bien que l'on affirme populairement que le bâtiment a été conçu par l'architecte français Gustave Eiffel, il n'y a aucune preuve que cela soit vrai. Celui-ci ne reflète pas son style architectural.
La Maison de Fer est l'un des échantillons les mieux conservés de l'architecture civile au Pérou. Les murs, plafonds et balcons sont recouverts de plaques de fer rectangulaires. Elle est considérée comme la première maison préfabriquée en Amérique.

## Histoire

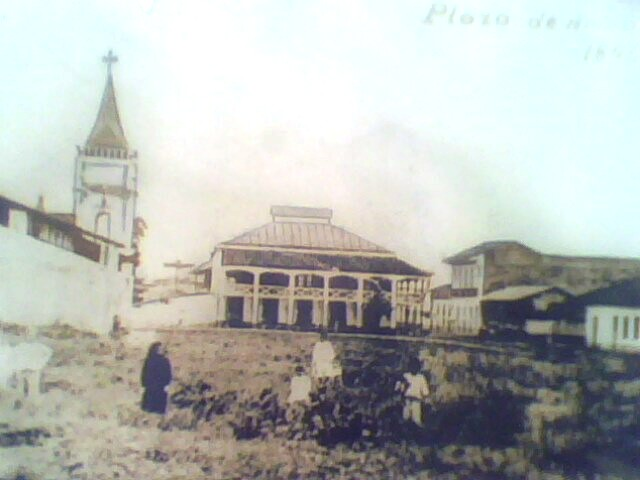
Maison de Fer (1890), vue depuis la Place d'Armes.

En 1860, Joseph Danly dessine la Maison de Fer. La maison est construite dans les ateliers belges Forges d'Aiseau. La construction a été exhibée durant l'Exposition internationale de Paris en 1889, le même événement où la tour Eiffel a été présentée. Julio H. Toots, ayant assisté à l'exposition, a acheté la maison et voulait l'appeler « La Grande Maison ».
En 1890, la maison arrive à Iquitos dans le navire brésilien Perseverança, après avoir traversé l'océan Atlantique,. La Maison de Fer était trop grande et a dû être divisée en deux moitiés.
La première moitié a été achetée par Antonio Vaca Diez, partenaire de Carlos Fermín Fitzcarrald, avec l'intention de la porter jusqu'à la rivière Mishagua, dans la région de Madre de Dios, où il était engagé dans des activités d'extraction du caoutchouc. Mais le déplacement de la maison jusqu'à Madre de Dios n'a pas été possible, en raison du faible niveau d'eau de l'Amazone. Ce qui contraint Vaca Diez à revendre la maison. Elle est finalement achetée par un marchand pour un usage inconnu. L'effet du temps et le manque d'entretien l'ont peu à peu détruite. Les restes de sa structure ont été vendus à la ferraille sur les marchés d'Iquitos.
La deuxième partie, la plus connue, est montée dans le centre-ville d'Iquitos, face à la place principale, entre les avenues Putumayo et Próspero. Cette partie est devenue ce qui est maintenant connu sous le nom de Maison de Fer. Ce bâtiment a eu de nombreux propriétaires. Parmi eux, il y a Francisco Borges et Anselmo del Águila (qui l'a utilisée comme château). Lors du déclin de la fièvre du caoutchouc en 1914, la maison a été achetée par l'espagnol Julio Quejia, qui en a fait un restaurant.
Par la suite, la maison a été utilisée comme fabrique de bonbons, centre commercial et épicerie. Aujourd'hui, Judith Acosta de Fortes en est la propriétaire, et le bâtiment abrite des boutiques au premier étage.
En 2011, un projet d'ONG visant à utiliser la Maison de Fer à des fins touristiques et historiques a été annoncé. La famille De Fortes a réclamé la somme de 1 500 $ par mois, uniquement pour le loyer du premier étage.
Depuis avril 2019, le deuxième étage a été transformé en restaurant, en conservant sa structure d'origine. On peut y apprécier encore les couleurs d'origine des murs, et le type de bois utilisé pour les sols. De plus, l'espace offre, depuis les balcons, une vue imprenable sur la place principale de la ville.

## Création

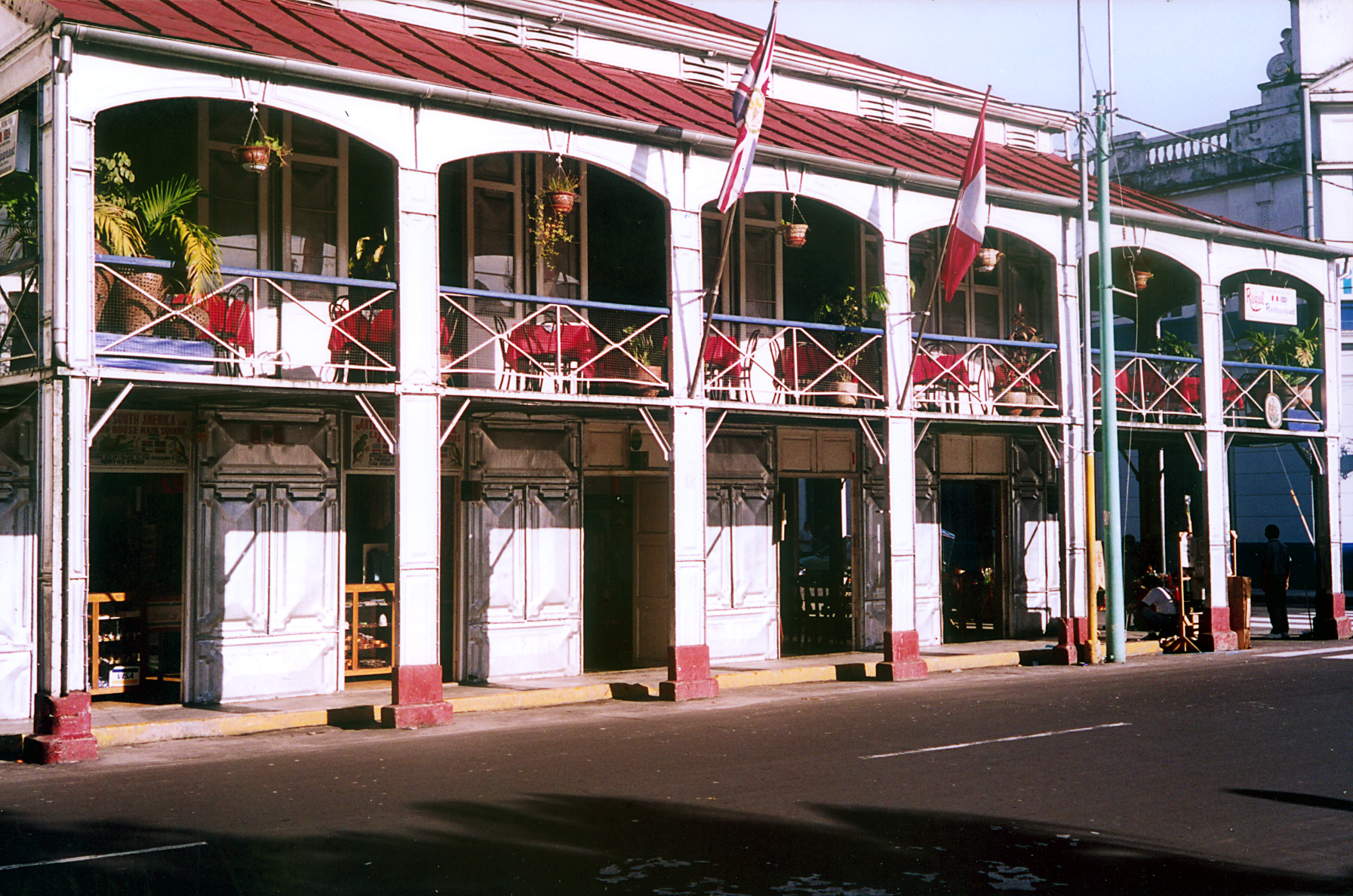
La Maison de Fer, le 11 juillet 2002

La Maison de Fer est une résidence en fer, construite à la fin du XIXe siècle. Les murs, le plafond, et le balcon sont plâtrés dans les feuilles (draps) rectangulaires de fer, particulièrement d'argent. Le deuxième étage est soutenu par un portique de colonnes d'argent. Sur la Maison s'élève un plafond pyramidal, avec une touche de peinture cerise.

## Administration
Depuis 1985, la maison est administrée par le Club Social de Iquitos. Cette association civile a contribué à sa restauration. Jusqu'à présent, les appartements de la Maison de Fer sont utilisés pour des activités gastronomiques et culturelles.

### Étages
- Premier étage — boutiques de souvenirs de voyage
- Deuxième étage — restaurant La Casa de Fierro, établissement culinaire où on peut trouver divers plats de cuisine typique et étrangère.

## Dans la culture populaire
- La Maison de Fer est mentionnée dans Pantaleón y las visitadoras, roman de Mario Vargas Llosa.

## Archaïsme
D'habitude, le mot fierro est un archaïsme dans le nom du patrimoine. Il est très utilisé par la population d'Iquitos pour la référencer, et fait partie, populairement, de l'espagnol amazonien.